# Rosenbrautstiftung

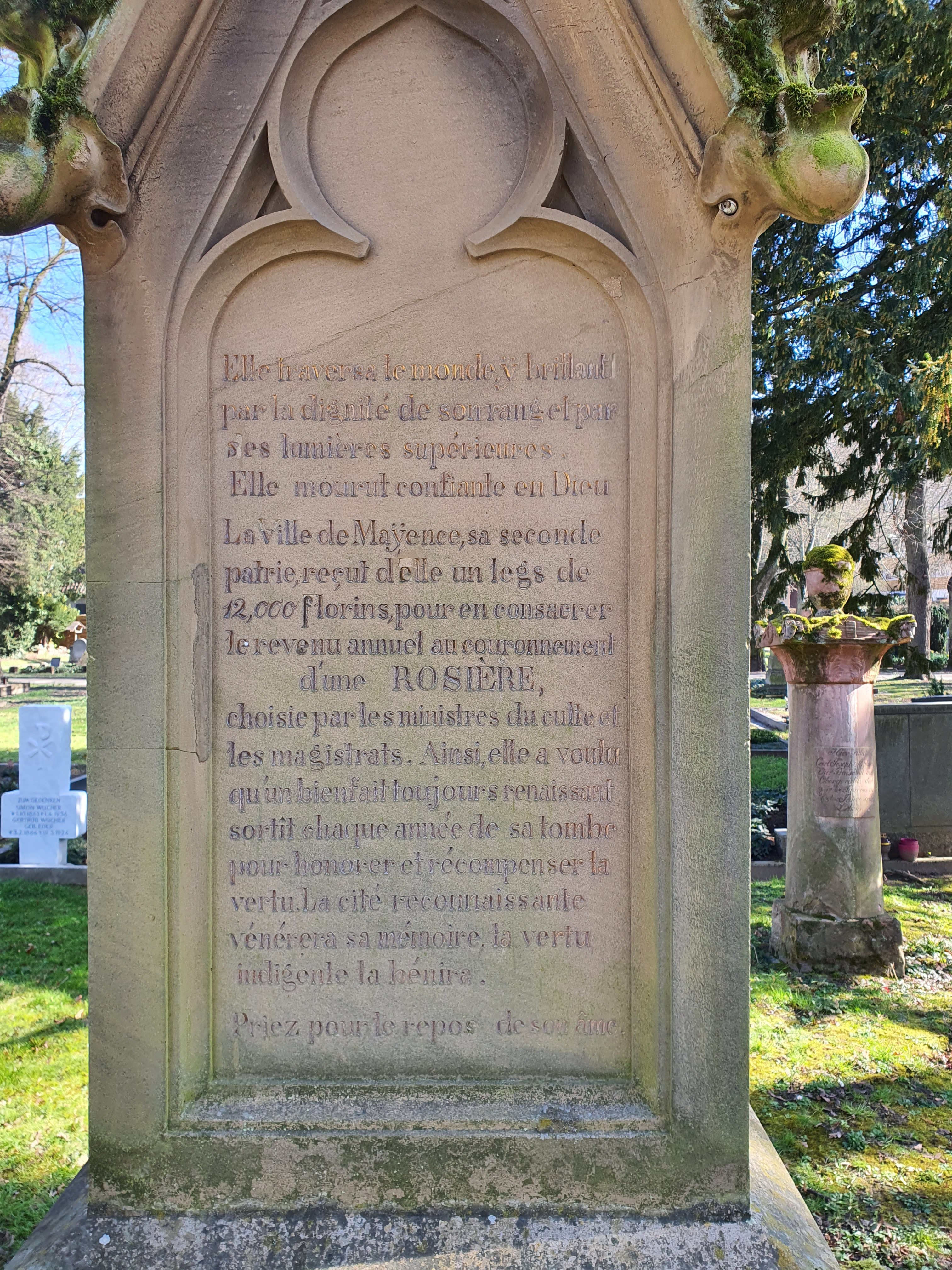
Grabstein Theodor und Marguerite von Eberstein auf dem Hauptfriedhof Mainz. Rückseite des Grabsteins mit Erwähnung der Rosenbrautstiftung

Die Rosenbrautstiftung (auch: Eberstein-Stiftung) war eine wohltätige Stiftung im 19. und frühen 20. Jahrhundert in Mainz. Begründet wurde sie 1835 von Marguerite Félicité Isidore Freifrau von Eberstein. Ihr Ziel war es, jedes Jahr eine tugendhafte, ledige und nicht vermögende junge Frau in Mainz auszuwählen und sie zur „Mainzer Rosenbraut“ zu küren. Verbunden damit war ein Fest zu Ehren der Rosenbraut und ein Geldbetrag für ihre Heirat aus dem Stiftungsvermögen. Die erste Rosenbraut in Mainz wurde 1836, die letzte 1920 gekürt.

## Vorgeschichte – das Rosenbrautfest
Über die Idee, eine zwar in ärmlichen Verhältnissen, aber trotzdem tugendhaft und nach damaligen Moralvorstellungen sittlich einwandfrei lebende junge Frau zu ehren und ihr finanziell zu helfen, wurde bereits 1787 im noch kurfürstlichen und frankophilen Mainz berichtet. Ein unbekannter, aus Frankreich stammender „Menschenfreund“ schlug dies am 28. April 1787 im Mainzer Intelligenzblatt vor. Inspiriert wurde er von einer französischen Tradition, auf einer „Fête de la Rosière“ im Monat Mai oder Juni eine besonders tugendhafte oder schöne „Rosière“ zu küren. Diese Tradition stammte aus Frankreich und war dort, mit Schwerpunkt rund um Noyon, seit Längerem verbreitet.
Der anonyme Menschenfreund schrieb in der Zeitung, an den Armendirektor August Friedrich Rullfs gewandt: „Würde es nicht möglich sein, Her Direktor, um Ihre Armen zur Nacheiferung der Tugend und des Fleißes zu gewinnen, jedes Jahr im Monat Juni eine Art Rosenbrautfest einzuführen, wie dies heute in vielen Provinzen Frankreichs der Brauch ist. Wenn diese Idee angenommen ist, werden weitere folgen, hoffend, daß sich viele finden werden, die mein Projekt gutheißen; ich zweifle nicht, daß sich bis zum Ende des Termins eine sehr beträchtliche Summe finden wird, die tugendhafte Jungfer auszusteuern und dem arbeitsamsten und ehrbarsten Manne beizustehen …“
Sein Appell wurde von den Mainzer Bürgern begeistert aufgenommen und zu den Spenden des anonymen Initiators kamen zahlreiche weitere aus der Bürgerschaft. Bald hatte man 1685 fl zusammen und das erste Rosenbrautfest konnte am 10. Juni 1787 stattfinden. Auserwählt als Rosenbraut wurde, wie den Ankündigungen zu entnehmen war, die „… bravste und fleißigste Spinnerin Barbara Bohnin, wohnhaft auf der Löhrgasse Nr. 346“, die im Rahmen eines großen Festes „… mit dem Schreinergesellen Schwind kopuliert wurde.“ Dieses erste Rosenbrautfest wurde in Mainz mit großem Aufwand gefeiert: Man defilierte an dem Kurfürsten Friedrich Karl Joseph von Erthal, seinem Koadjutor Karl Theodor von Dalberg sowie dem bereits erwähnten Armendirektor Rullfs vorbei. Es waren insgesamt 430 Gäste geladen, davon 412 Fabrikarbeiter der kurfürstlichen Spinnerei, die für das Fest neu eingekleidet wurden, und das Brautpaar erhielt zur Trauung in St. Quintin neben der Einkleidung zwei goldene Ringe. Bei dem Hochzeitsmahl wurden – unter anderem – 216 Pfund Rindfleisch, 212 Pfund Schinken, 1/4 Malter Erbsen, 60 große Kuchen und 1085 Brote verzehrt. Für den flüssigen Genuss der Feierlichkeiten sorgten mehr als 5 Ohm Wein (das Ohm umfasste in Rheinhessen 160 Liter).
In den kurz darauf einsetzenden Wirren der Französischen Revolution, die in Mainz bedeutende Veränderungen brachte, gerieten die Idee der Rosenbraut und das Fest schnell wieder in Vergessenheit. Unter Napoleon Bonaparte gab es eine offizielle Wiederbelebung des Brauchs, der nun gesetzlich geregelt wurde. Jeder Gemeinde mit einem Einkommen von über 10.000 Francs wurde vorgeschrieben, aus Gemeindemitteln eine junge Frau von tadelloser Gesittung und Lebenswandel auszuwählen und ihr für eine am 3. Dezember jedes Jahres stattzufindende Hochzeit mit einem Kriegsteilnehmer 600 Francs als Mitgift zu geben. Für Mainz wurde beispielsweise am 6. Dezember 1812 – im Rahmen der Feierlichkeiten anlässlich des Krönungstages von Napoleon – eine Rosière (Rosenbraut) gewählt und dotiert. Nach 1815 geriet diese Tradition abermals in Vergessenheit, bis sie von Marguerite Freifrau von Eberstein 30 Jahre später wiederbelebt wurde.

## Die Stifterin
Marguerite Félicité Isidore Freifrau von Eberstein war eine geborene Comtesse de Brosse, die am 29. April 1770 in Gironville in Frankreich geboren wurde. 1808 heiratete sie Josef Karl Theodor von Eberstein. Von Eberstein, ein Patensohn und Protegé von Kurfürst Karl Theodor von der Pfalz, hatte zu dieser Zeit bereits eine steile Karriere als Politiker absolviert, erst im kurpfälzisch-bairischen Dienst, später im Rheinbund und zuletzt als Minister für Auswärtiges im Großherzogtum Frankfurt. Von Eberstein starb 1833 in Mainz. Seine Witwe Marguerite überlebte ihn nur um vier Jahre und starb am 16. April 1837 ebenfalls in Mainz. Ihr gemeinsamer Grabstein mit französischer Inschrift steht auf dem Hauptfriedhof Mainz (Feld 17) und erinnert auf der Grabsteinrückseite auch an die von ihr ins Leben gerufene Stiftung.

## Die Rosenbraut-Stiftung
1835 beschloss Marguerite Félicité Isidore Freifrau von Eberstein in Mainz, eine Rosenbraut-Stiftung ins Leben zu rufen, um die ihr aus ihrer Heimat in Frankreich bekannte Tradition einer Rosiére wieder ins Leben zu rufen. Zu diesem Zweck veranlasste sie am 20. Juni 1835 eine testamentarische Verfügung, die ein jährlich stattzufindendes Rosenbrautfest samt Kürung und Vermählung einer Rosenbraut vorsah. Für diesen Zweck stiftete sie aus ihrem Privatvermögen 12.000 Gulden. Aus den durch Geldanlage bei einer Verzinsung von 5 % jährlich erwirtschafteten Zinsen sollten jedes Jahr 500 Gulden als Mitgift der Rosenbraut und 100 Gulden für die Festlichkeiten des Rosenbrautfestes verwendet werden. Zudem stiftete sie für das Festessen ein überlanges linnenes Tischtuch sowie einen Besteckkasten mit Silberbesteck für 36 Personen (insgesamt 138 Teile), das der Mainzer Messerschmied Clemens Krespach herstellte. Nach der Auflösung der Rosenbrautstiftung Anfang der 1960er Jahre übergab Oberbürgermeister Franz Stein das Rosenbraut-Besteck dem Stadtarchiv Mainz.
Weitere Details wurden in den Stiftungsstatuten geregelt. So heißt es: „Die Rosenbraut soll diejenige sein, welche … als die tugendhafteste und gescheiteste anerkannt wird und welche überhaupt durch gutes Betragen gegen ihre Eltern sich ausgezeichnet hat.“ Darüber zu befinden hatte ein siebenköpfiges Komitee, dessen Zusammensetzung ebenfalls von der Stifterin festgelegt wurde. An erster Stelle stand der Bischof von Mainz, der auch bei einem Patt die ausschlaggebende Stimme hatte, der Dompfarrer, der Pfarrer von St. Peter und der Bürgermeister von Mainz. Dieser ko-optierte aus dem Stadtrat drei weitere Mitglieder. Dass die Bewerberinnen ledig sein mussten, wurde vorausgesetzt. Bezüglich des Alters gab es offensichtlich keine strengeren Auflagen. Es ist bekannt, dass sich in dem Stiftungszeitraum Frauen auch mehrfach um den Titel der Rosenbraut bewarben. Zur Kandidatur als Rosenbraut wurde per Aushang öffentlich aufgefordert. Man konnte sich selbst in ausliegende Listen eintragen oder wurde vorgeschlagen. Dem Komitee oblag es dann, aus den Bewerberinnen die zukünftige Rosenbraut auszusuchen, aber auch Intrigen, üblen Nachreden und Verleumdungen, die wohl recht häufig vorkamen, nachzugehen.
Nachdem das Komitee über die Auswahl einer Rosenbraut entschieden hatte, wurde die Kandidatin benachrichtigt und zu dem Rosenbrautfest und ihrer Ernennung dort eingeladen. Am Tag des Rosenbrautfestes wurde die designierte Rosenbraut von der Frau des Bürgermeisters mit einer festlich geschmückter Kutsche abgeholt und zu dem Casinohof „Zum Gutenberg“ geleitet. Dort wartete bereits die Festgesellschaft, die aus dem Komitee, den örtlichen Honoratioren und Gästen bestand. Die Rosenbraut wurde mit Rosen bekränzt und saß am Festtisch zwischen dem Bischof und dem Bürgermeister. Vor Beginn des Festmahls wurden Reden über Sinn und Zweck der Stiftung und ihre moralische und gesellschaftliche Bedeutung gehalten. Laut Anna Bellroths Erinnerungen zu ihrem 90. Geburtstag 1977, also 57 Jahre nach ihrem Festtag, gab es zuerst Kaffee und Kuchen. Zum späteren Festmahl ist eine Speisekarte des Rosenbrautfestes des Jahres 1877 erhalten geblieben und befindet sich heute im Stadtarchiv. Gereicht wurden Kalbsbraten, Salm, Poularde, Gemüse, ausgeschenkt wurde eine Marcobrunner Auslese aus dem benachbarten Rheingau. Zum Dessert wurde Mandelberg mit Eis und Kaffee gereicht.

## Mainzer Rosenbräute
Die erste, 1836 gekürte Rosenbraut in Mainz hieß Röschen Böckler. Sie war 24 Jahre alt. Die Entscheidung fiel auf sie, weil sie sich, wie überliefert wurde, besonders aufopferungsvoll um ihre gelähmte Mutter gekümmert hatte. Weitere Rosenbräute sind nur zum Teil bekannt, so beispielsweise die 40 Jahre alte Näherin Katharina Lang, die 1913 zur Rosenbraut gewählt wurde. Die letzte Rosenbraut, die Näherin Anna Bellroth, wurde 1920 ernannt. Sie erinnerte sich noch 1977 als 90-jährige an dieses Ereignis zurück. Die Wahl einer neuen Rosenbraut fand auch überregional im Gesellschaftsteil von Zeitungen Aufmerksamkeit. So berichtet beispielsweise die Euskirchener Volkszeitung in ihrer Rubrik „Literatur, Kunst und Wissenschaft“ neben „Merkwürdige Zechennamen im Essener Ruhrgebiet“ und einem Aufruf zum „Schutz der Dorfblumen“ auch über „Die Rosenbraut von Mainz“. In der Zeit von 1836 bis 1920 wurden 83 Rosenbräute gekürt, was zeigt, dass bis auf eine Ausnahme jedes Jahr dem Stiftungszweck nachgekommen wurde.

## Ende und Auflösung der Stiftung
Bereits zu Anfang des 20. Jahrhunderts wurden kritische Stimmen laut. Zunehmend wurde von einer überholten, schrulligen und nicht mehr zeitgemäßen Tradition gesprochen. Als man dann 1916, mitten im Krieg und bei schon unter der Lebensmittelknappheit leidenden Stadtbevölkerung ein rauschendes Rosenbrautfest mit Kosten von über 160 Mark (das entsprach den vorgesehenen 100 Gulden) feierte, wurde das auch öffentlich in den Mainzer Zeitungen stark kritisiert. Da nach Kriegsende und durch die Inflation ab Kriegsbeginn das Stiftungsvermögen entwertet wurde – Anna Bellroth bekam keine Geldauszahlung mehr – endeten die Aktivitäten der Rosenbrautstiftung zu Beginn der 1920er Jahre. Das Restvermögen wurde noch bis 1941 verwaltet und dann zusammen mit den übrig gebliebenen Mitteln anderer älterer Stiftungen der Mainzer Fürsorgestiftung zugewiesen. Anfang der 1960er Jahre wurde die Stiftung offiziell aufgelöst und die noch vorhandenen Dokumente und der von der Stifterin gestiftete Besteckkasten mit dem Rosenbraut-Silberbesteck wurden dem Stadtarchiv übereignet.